# Typhleotris
Typhleotris är ett släkte av fiskar. Typhleotris ingår i familjen Eleotridae.
Kladogram enligt Catalogue of Life:
| Typhleotris | \| \| Typhleotris madagascariensis \| \| \| \| \| \| Typhleotris pauliani \| \| \| \| |
|             | \| \| Typhleotris madagascariensis \| \| \| \| \| \| Typhleotris pauliani \| \| \| \| |
|             | Typhleotris madagascariensis                                                          |
|             |                                                                                       |
|             | Typhleotris pauliani                                                                  |
|             |                                                                                       |